# Verkehrsunternehmen
Verkehrsunternehmen (VU; englisch carrier) oder Verkehrsdienstleister sind im Verkehrswesen Unternehmen, deren Betriebszweck im Transport von Personen und/oder Gütern innerhalb eines Verkehrsnetzes besteht. 

## Allgemeines
Verkehrsunternehmen betreiben Personentransport und/oder Gütertransport (und Tiertransport). Sie  erbringen Verkehrsdienstleistungen, indem sie Transportwege durch Ortsveränderung zurücklegen, Personen und/oder Güter abfertigen oder weitere betriebliche Funktionen wie beispielsweise Lagern oder Verpacken durchführen.

## Rechtsform/Trägerschaft
Rechtsform und Trägerschaft geben Auskunft über die Gesellschafter der Verkehrsunternehmen. Sie können öffentliche Unternehmen mit öffentlichem Träger (Verkehrsbetriebe), private Eigentümer (Reisebusunternehmen) sowie Mischformen sein. Infolge der Liberalisierung und Privatisierung des Verkehrswesens in Europa ab 1990 hat der Anteil öffentlicher Verkehrsunternehmen abgenommen.
Die meisten Verkehrsunternehmen bieten Verkehrsleistungen primär aus eigenem wirtschaftlichem Interesse an. Jedoch kann auch der Staat ein Interesse an der Erstellung von Verkehrsdienstleistungen haben, obwohl aus rein ökonomischen Gründen eine Zweckmäßigkeit für das Verkehrsangebot oft nicht gegeben ist (vgl. Verkehrspolitik, Daseinsvorsorge/Grundversorgung). In diesem Falle übernimmt der Staat die Verantwortung bzw. Trägerschaft für die Erbringung der Verkehrsleistung durch Kommunalunternehmen, wobei dieses als ausführende Instanz im öffentlichem Auftrag auftritt.
Typisch ist, dass viele Verkehrsunternehmen in Verkehrsverbünden, Verkehrsgemeinschaften oder Tarifgemeinschaften zur Durchführung des ÖPNV zusammengeschlossen sind. Dadurch werden Beförderungstarife auf größere Regionen ausgedehnt.

## Unternehmensstruktur
Mit der Unternehmensstruktur befasst sich die Verkehrswirtschaftslehre, eine spezielle Betriebslehre für die Verkehrswirtschaft.
Wie andere Betriebsformen verfügen auch Verkehrsunternehmen über Produktionsfaktoren (Arbeit, Betriebsmittel und Werkstoffe) sowie betriebliche Funktionen wie Beschaffung, Produktion, Finanzierung, Rechnungswesen, Verwaltung und Vertrieb. Die wichtigsten Betriebsmittel sind die Transportmittel. Wie im gesamten Dienstleistungssektor, spielt der externe Produktionsfaktor (Kunden und/oder deren eingebrachte Wirtschaftsobjekte wie Frachtgut oder Gepäck) die entscheidende Rolle. Die Produktion kann erst beginnen, wenn Kunden und/oder Frachtgut eingebracht werden, wodurch es auch zu Engpässen kommen kann, die sich in Warteschlangen, Überbuchungen oder Upgradings äußern können: Verkehrsleistungen sind eben nicht lagerfähig.
Viele Verkehrsunternehmen – insbesondere im ÖPNV – besitzen keine autonome Preispolitik, denn es gibt Tarifpreise wie etwa der Beförderungstarif, Verbundtarif oder Taxitarif. Durch die Erstellung von Verkehrsdienstleistungen unterliegt die Personenbeförderung folgenden Grundpflichten:
- Betriebspflicht (§ 21 PBefG): Das Verkehrsunternehmen ist während der Dauer der Betriebserlaubnis zur Aufrechterhaltung des Verkehrsbetriebs verpflichtet.
- Beförderungspflicht (§ 22 PBefG): Fahrgäste müssen insbesondere befördert werden, wenn sie die Beförderungsbedingungen einhalten.
- Tarifpflicht (§ 39 PBefG, § 51 PBefG für Taxis): Behördlich genehmigte Tarife müssen ausnahmslos, gleichmäßig und einheitlich angewendet werden.
- Fahrplanpflicht (§ 40 PBefG): Im Linienverkehr müssen Fahrpläne mit Ausgangs- und Endpunkt die Haltestellen und Fahrzeiten enthalten.

Unternehmerische Gestaltungsspielräume gibt es hierbei nicht.
Verkehrsunternehmen sind im Verband Deutscher Verkehrsunternehmen zusammengeschlossen, in der Schweiz im Verband öffentlicher Verkehr. In Österreich gibt es mehrere Verkehrsverbünde.

## Verkehrsmarkt
Verkehrsunternehmen sind die Anbieter von Betriebsleistungen auf dem Verkehrsmarkt (Verkehrsangebot). Die Betriebsleistung ist das Angebot im öffentlichen Verkehr, wohingegen die Verkehrsleistung oder Beförderungsleistung angibt, wie viele Personen, Güter oder Nachrichten tatsächlich über einen bestimmten Transportweg befördert werden (Nachfrage). Die Kennzahlen zur erbrachten Verkehrsleistung heißen Personenkilometer (im Personentransport) oder Tonnenkilometer (im Gütertransport).
Aus Sicht der Nachfrager stehen jene Anbieter von Betriebsleistungen miteinander in Konkurrenz, die den gewünschten Transportweg bedienen, das Transportgut in der gewünschten Menge und unter den erforderlichen technischen Bedingungen unter Einhaltung der Transportzeit befördern können, deren Angebot zu einem Transportpreis angeboten wird, für den der Nachfrager eine Zahlungsbereitschaft besitzt.

## Arten
Es gibt folgende Verkehrsunternehmen, die sich hauptsächlich durch die eingesetzten Transportmittel unterscheiden:
| Verkehrsunternehmen          | Transportmittel                            | Verkehrsdienstleistung                        | Nahverkehr                 | Fernverkehr                          |
| ---------------------------- | ------------------------------------------ | --------------------------------------------- | -------------------------- | ------------------------------------ |
| Eisenbahnverkehrsunternehmen | Güterzug, Personenzug                      | Schienengüterverkehr, Schienenpersonenverkehr | Schienenpersonennahverkehr | Schienenpersonenfernverkehr          |
| Luftverkehrsunternehmen      | Flugzeug, Hubschrauber, Luftschiff         | Luftfrachtverkehr, Passagierluftfahrt         | Kurzstreckenflug           | Mittelstrecken- und Langstreckenflug |
| Reederei                     | Schiff, Fähre                              | Personenschifffahrt, Frachtschifffahrt        | Binnenschifffahrt          | Seeschifffahrt                       |
| Autovermietung               | Personenkraftwagen, Kleintransporter, Taxi | Personenverkehr, Güterverkehr                 | Nahverkehr                 | Fernverkehr                          |
| Spedition                    | Lastkraftwagen                             | Gütertransport                                | Güternahverkehr            | Güterfernverkehr                     |
| Verkehrsbetrieb              | Omnibus, Straßenbahn                       | Personenbeförderung, Gepäckabfertigung        | ÖPNV                       | Ortsverkehr, Regionalverkehr         |

Den Verkehrsunternehmen stehen in sich geschlossene Verkehrsnetze zur Verfügung. Eisenbahnverkehrsunternehmen nutzen das Schienennetz, Luftverkehrsunternehmen das Luftstraßennetz, Reedereien das Wasserstraßennetz, Speditionen und Verkehrsbetriebe das Straßennetz. Der Übergang in ein anderes Verkehrsnetz erfolgt durch Bahnhöfe, Flughäfen, Häfen und Haltestellen als Umschlagplatz.

## Wirtschaftliche Aspekte
Eines der Unternehmensziele (auch Umweltziele) von Verkehrsunternehmen ist die Vermeidung von Leerfahrten/Leerzügen/Leerflügen sowie von Umwegfahrten und die Realisierung von paarigen Verkehren mit voll ausgelasteter Hin- und Rücktour.
Innerhalb aller Verkehrsunternehmen besteht Substitutionskonkurrenz, weil für dieselbe Destination mehrere Transportalternativen zur Verfügung stehen. Abgesehen vom Hauptsubstitut Individualverkehr kann sich ein Fahrgast entscheiden, ob er zwischen München und Hamburg einen Fernbus, Fernschnellzug oder ein Flugzeug auswählt. Bei diesen Transportmitteln handelt es sich insofern um Substitutionsgüter. Die Entscheidung im Modal Split hängt von den Präferenzen ab, ob Zahlungsbereitschaft oder Fahrzeit/Flugzeit bei der Wahl des Transportmittels Priorität erhalten. Auch die für Transportmittel charakteristische Reichweite ist bei der Entscheidung zu berücksichtigen. Durch Tarifbindung sind ein Preiswettbewerb und Preisdruck weitgehend ausgeschlossen, so dass die Substitutionskonkurrenz nicht zusätzlich durch unterschiedliche Preise verschärft wird. Die Kombination mehrerer Transportmittel ist der kombinierte Verkehr, bei dem keine Substitutionskonkurrenz vorliegt, sondern ein komplementäres Verhältnis vorhanden ist.

## Internationale Abgrenzung
In Deutschland und Österreich wird der Begriff „Verkehrsunternehmen“ bevorzugt, in Deutschland ist es ein Rechtsbegriff (siehe § 28 Abs. 2 GewStG). In der Schweiz werden unter dem Rechtsbegriff „Transportunternehmen“ gemäß Art. 1 Verordnung über die Sicherheitsorgane der Transportunternehmen im öffentlichen Verkehr (VST) Unternehmen des ÖPNV verstanden. In Deutschland werden Transport- und Verkehrsunternehmen häufig als Synonyme betrachtet.